# ميلدريد جوردن
ميلدريد جوردن (بالإنجليزية: Mildred Jordan)‏ (18 مارس 1901 - 23 أكتوبر 1982)؛ روائية أمريكية.